# 10.000 noches en ninguna parte
Pour plus de détails, voir Fiche technique et Distribution.
10.000 noches en ninguna parte (littéralement « 10 000 nuits nulle part ») est un film espagnol réalisé par Ramón Salazar, sorti en 2013.

## Synopsis
Le protagoniste du film vient d'avoir 27 ans (soit dix mille nuits) et vit avec sa sœur avec laquelle il s'occupe de sa mère alcoolique.

## Fiche technique
- Titre : 10.000 noches en ninguna parte
- Réalisation : Ramón Salazar
- Scénario : Ramón Salazar
- Musique : Iván Valdés
- Photographie : Migue Amoedo, María Barroso et Ricardo de Gracia
- Montage : Abián Molina et Ramón Salazar
- Production : Roberto Butragueño et Ramón Salazar (producteurs délégués), Raquel Colera (co-productrice)
- Société de production : Elamedia Estudios, Encanta Films et Skapada Films
- Pays de production :  Espagne,  France et  Allemagne
- Genre : drame
- Durée : 113 minutes
- Dates de sortie : 
  - Espagne : 10 novembre 2013 (festival de Séville), 9 mai 2014

## Distribution
- Andrés Gertrúdix : le fils
- Susi Sánchez : la mère
- Rut Santamaría : la sœur
- Lola Dueñas : l'amie
- Najwa Nimri : Claudia
- Manuel Castillo : León
- Paula Medina : Ana
- Rikar Gil : un enfant
- Andrés Lima : un homme
- Beatriz Ortega : La Llorona

## Distinctions
Le film a été nommé au prix Goya de la meilleure actrice dans un second rôle pour Susi Sánchez.